# 莉迪娅·拉西拉
莉迪娅·拉西拉（英語：Lydia Lassila，1982年1月17日—），澳大利亚女子自由式滑雪运动员。她曾代表澳大利亚参加2002年、2006年、2010年、2014年和2018年冬季奥林匹克运动会自由式滑雪比赛，获得一枚金牌和一枚铜牌。